# Orbital Reef
Az Orbital Reef egy alacsony Föld körüli pályára (LEO) tervezett űrállomás, amelyet a Blue Origin és a Sierra Space tervez kereskedelmi űrtevékenységekre és űrturizmusra. A Blue Origin „vegyes felhasználású üzleti parkként” hivatkozik rá. A cégek 2021. október 25-én adták ki az előzetes terveket. Az állomást úgy tervezik, hogy 830 m3-en 10 személyt tudjon ellátni. Az állomás várhatóan 2027-re lesz üzemképes.
2021. december 2-án a NASA bejelentette, hogy a Blue Origin-t választotta ki a három vállalat egyikeként űrállomások és más kereskedelmi célú állomások terveinek kidolgozására. A Blue Origin 130 millió dollárt kapott.

## Partnerek
A Blue Origin és a Sierra Space több vállalattal és intézménnyel is együttműködött a projekt megvalósítása érdekében:
- Blue Origin
  - Amazon: logisztika és ellátásilánc-menedzsment.
  - Amazon Web Services: az AWS számos integrált felhőszolgáltatást és eszközt biztosít majd a rövid és hosszú távú műszaki követelmények támogatására, beleértve az űrállomás fejlesztését és tervezését, a repülési műveleteket, az adatkezelést, a vállalati architektúrát, az integrált hálózatépítést, a logisztikát és a kommunikációt.[7]
- Sierra Space
  - Mitsubishi Heavy Industries
- Boeing: tudományos modulok, az űrállomás üzemeltetése és karbantartása, valamint a Starliner űrhajó biztosítása.
- Redwire Space
- Genesis Engineering Solutions
- Arizonai Állami Egyetem

## Lásd még
- Aurora Űrállomás
- BA 2100
- B330
- Bigelow Expandable Activity Module
- Axiom Orbital Segment
- A kereskedelmi űrállomások listája
- Starlab Űrállomás